# Бобруйское гетто
Бобру́йское гетто — еврейское гетто, существовавшее с 1 августа до 30 декабря 1941 года, — место принудительного переселения евреев города Бобруйска и близлежащих населённых пунктов в процессе преследования и уничтожения евреев во время оккупации территории Белоруссии войсками нацистской Германии в период Второй мировой войны.

## Оккупация Бобруйска
По данным переписи населения 1939 года в Бобруйске проживало 26 703 еврея — 31,6 % от общей численности (84 107) жителей.
После вторжения войск Германии на территорию СССР часть евреев-бобруйчан успела эвакуироваться на восток страны, часть евреев-мужчин была призвана в ряды Красной армии, но точное число евреев, оставшихся в городе ко дню оккупации, не установлено.
28 июня 1941 года Бобруйск был захвачен подразделениями вермахта, и оккупация продлилась 3 года — до 29 июня 1944 года. Евреи стали первыми жертвами нацистов.

## Создание гетто
С первых же дней оккупации гитлеровцы ввели в отношении евреев целый ряд дискриминационных мер. Помимо всеобщей обязанности соблюдать комендантский час, евреям было особо запрещено находиться «вне пределов своего места жительства», а также их заставили носить шестигранные нашивки жёлтого цвета.
В июле 1941 года нацисты организовали юденрат, являвшийся одним из способов отчуждения евреев от остального населения. Навязанный оккупантами орган управления гетто вначале размещался на улице Пушкинской и состоял из 12 человек, возглавлял его раввин Е. Розенберг. Первой обязанностью юденрата стала регистрация евреев — одно из мероприятий оккупантов, позволявшее получить полную информацию о евреях Бобруйска. Кроме того, юденрат занимался распределением на работу и устройством беженцев. Нацисты также требовали от юденрата выплачивать «контрибуции», забирая через него у евреев деньги, золото, драгоценности и меха.
Следующий этап нацистской программы геноцида евреев предусматривал их изоляцию в отдельном районе города. Объявление об обязательном переселении евреев в гетто появилось 1 августа 1941 года. Часть местного населения сразу начала расхищение оставшегося бесхозным еврейского имущества. Некоторые евреи пытались скрыться, поэтому процесс полного переселения занял более 10 дней. Гетто было создано в границах улиц Новошоссейной, Затуренского и Боброва. Бобруйское гетто было «закрытого типа», то есть оно было огорожено, охранялось и выход из него воспрещался.

## Условия жизни в гетто
Нацисты заселили евреев по 10-16 человек в комнате. В гетто запрещалось топить печи и готовить еду. Евреям приходилось добывать еду ночью, тайком выбираясь из гетто и обменивать вещи на продукты питания. Тех, кто был схвачен во время этого, расстреливали на месте.
Обитатели гетто были истощены до крайности, им не разрешалось мыться, многие умерли от голода и болезней. От чувства безысходности некоторые обитатели гетто решались на самоубийство. Оккупанты и коллаборационисты глумились над узниками гетто, насиловали женщин. Гитлеровцы регулярно устраивали в гетто облавы на подростков и отвозили пойманных в госпиталь, где брали у них кровь.
Обитателей гетто принуждали к тяжелому физическому труду. Их использовали на земляных работах по возведению дотов и рвов у железной дороги. Часто евреев привлекали к нацистской версии саперных работ — людей впрягали в бороны и они тащили их по минному полю. Многие гибли, подрываясь на минах, а на тех, кто пытался спрятаться, натравливали собак.
Когда недостаток специалистов среди местного населения нужно было восполнить, оккупанты временно использовали квалифицированную еврейскую рабочую силу. Известно, что узники гетто трудились на следующих предприятиях: городской промкомбинат, комбинат райсобеза, мастерская по производству гробов (помещение бывшей фабрики «Красный мебельщик»), Титовская салотопка.

## Уничтожение гетто
«Медленная смерть» обреченных евреев Бобруйска не устраивала гитлеровцев, и уже с июля 1941 года проводились массовые расстрелы, которые немцы называли эвфемизмом «акция». Восстановить в полном объёме картину убийств бобруйских евреев практически невозможно, но сведения о некоторых расстрелах сохранились. В июле 1941 года в 7 часов утра на правой стороне Слуцкого шоссе у деревни Каменка расстреляли 250 человек. По некоторым данным, уже только в июле 1941 года были убиты около 10 000 бобруйских евреев. В сентябре-октябре 1941 года айнзатцкоманда 8 (штурмбаннфюрер СС Отто Брадфиш) совершила три массовых расстрела, убив 407, 380 и 418 евреев. Наиболее массовое убийство в этот период совершило подразделение 8-й кавалерийской бригады СС в сентябре 1941 года, расстреляв на территории аэродрома около 7000 бобруйских евреев.

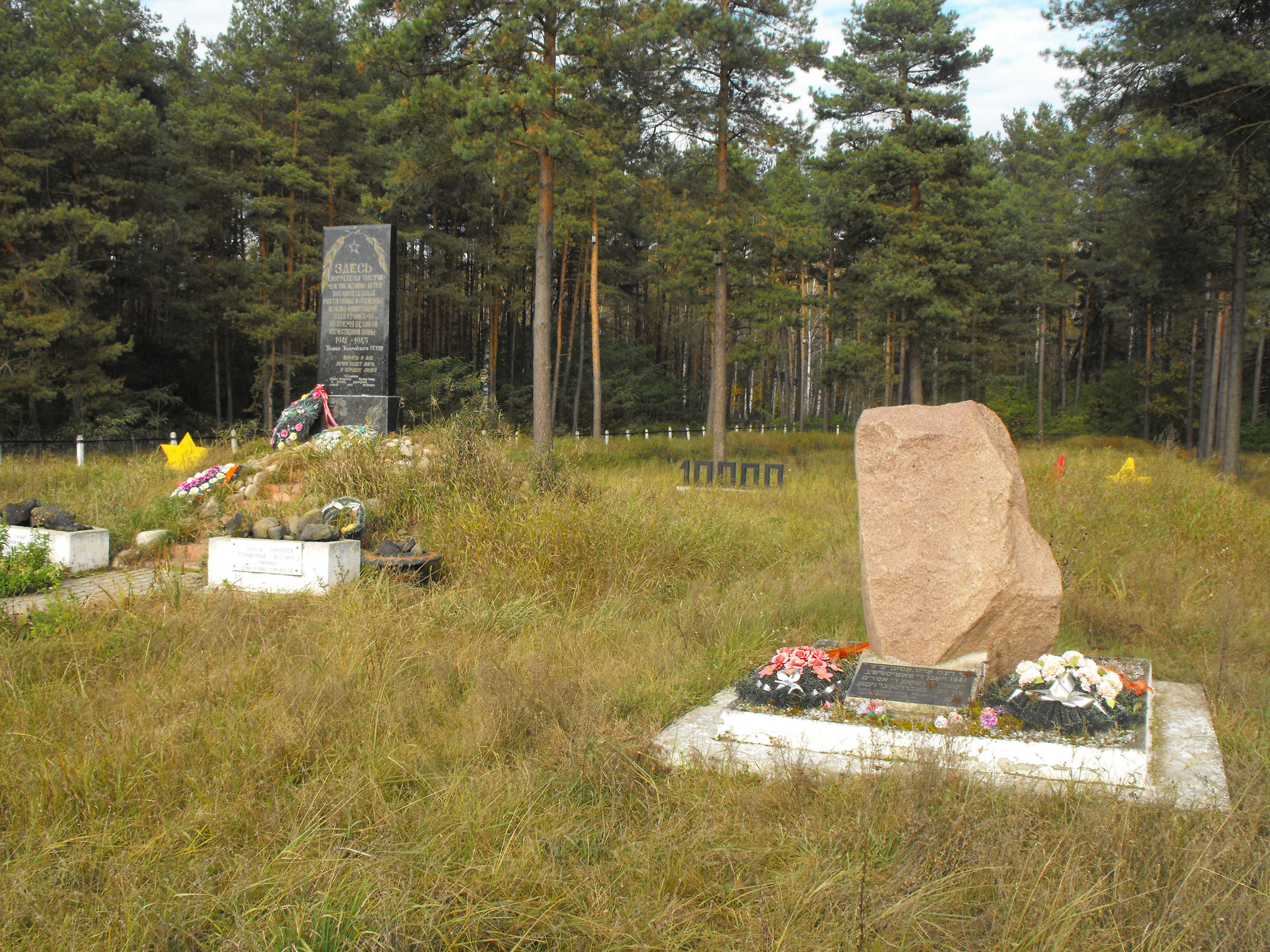
Мемориальный комплекс на месте убийства узников Бобруйского гетто возле деревни Каменка (сейчас ближе к деревне Слободка) 6-8 ноября 1941 года. Создан в 1978 году усилиями Меера Зелигера и Марии Минц, реконструирован в 2006 году.

Окончательное уничтожение гетто проводилась немцами 7-8 ноября 1941 года (по некоторым сведениям, — с 6 ноября 1941 года. Ранним утром ворвавшиеся в гетто белорусские полицаи и немецкие солдаты выгнали евреев из домов. С целью сокрытия истинной причины, людям объявили о поездке в Палестину. Евреев избивали прикладами винтовок и загоняли в машины, отправлявшиеся к деревне Каменка. Погрузка производилась до самого вечера. Место запланированного убийства находилось в девяти километрах от Бобруйска, недалеко от шоссе на Слуцк. Здесь военнопленные заранее вырыли три большие ямы. С доставленных евреев сначала снимали одежду и обувь, а затем убивали группами. 7-8 ноября 1941 года были расстреляны 5281 евреев у деревни Киселевичи. Казнь осуществляли айнзатцкоманда 8 и 316-й полицейский батальон. Однако, помимо этих спецподразделений, массовое убийство евреев Бобруйска в ноябре происходило при активном участии и сил вермахта.
Места самых массовых убийств бобруйских евреев — у деревни Каменка (в то время — 9 километров от Бобруйска), в урочище «Лысая гора» у деревни Еловики (4 километра по Минскому шоссе от Бобруйска в то время) и на территории городского еврейского кладбища.

## Сопротивление в гетто
О противостоянии евреев нацистам сохранилось мало данных. Упоминавшийся выше расстрел 380 евреев производился якобы по причине «распространения пропаганды» против гитлеровцев. Кроме того, в конце октября — начале ноября 1941 года «в Бобруйске сразу после ухода частей полиции безопасности и СД, евреи опять активизировались. Они перестали носить опознавательные знаки, отказались работать, вступили в связь с партизанами и вели себя вызывающе по отношению к оккупационным властям». С фактами сопротивления связаны убийства двух узниц гетто, которых обвинили в поджоге, и казнь врача-еврея за отравление двух немецких офицеров и четырёх солдат. Известно, что в гетто действовали подпольные антифашистские группы, в сентябре 1941 года нескольких евреев-подпольщиков оккупанты расстреляли.
Одним из видов пассивного противостояния было духовное сопротивление евреев, которое выражалось в спасении предметов культа. Установлено, что узники гетто закопали Талмуд, Тору и молитвенники, завернутые в талит, а также списки узников гетто. К духовному сопротивлению относилось и соблюдение религиозных обрядов. Так, раввин И. Беспалов тайно хоронил умерших по еврейским законам. Замученных узников гетто заворачивали в простыню и опускали в могилу. А 7 ноября 1941 года перед расстрелом Беспалов отказался встать перед немцами на колени, и был убит местным полицаем, который забил в голову раввина гвозди.

## После уничтожения гетто
После расстрела 7-8 ноября 1941 года нацисты заявили, что территория Бобруйска «свободна от евреев», хотя небольшой части узников гетто, в чьем труде нуждались оккупанты, временно сохранили жизнь. Для них часть бывшего уже гетто огородили и в четырёх домах на улице Новошоссейной поселили портных, сапожников и столяров.
Помимо использования еврейского труда, была ещё одна причина сохранения гетто хоть в каком-то размере. Немалому числу узников гетто удалось спастись, и немцы вывесили объявление о том, что репрессий в отношении евреев прекращены и им предлагается вернуться в гетто. Часть спасшихся узников, погибая от голода и холода, вернулась из-за отсутствия выбора.
Окончательное уничтожение Бобруйского гетто произошло 30 декабря 1941 года. В этот день каратели оцепили гетто, а всех находившихся там евреев погрузили в машины и увезли к месту казни. В феврале 1942 года оккупанты казнили примерно 70 последних узников Бобруйского гетто. Это были специалисты, работавшие при комендатуре.
После убийства местных евреев оккупанты испытывали нужду в рабочей силе. В лагерь принудительного труда вблизи деревни Киселевичи в мае и июле 1942 года были доставлены более 3000 евреев-мужчин из Варшавского гетто. В лагере (начальник Клибек) была выделена еврейская часть, где разместили прибывших. Надзор за евреями осуществлял унтершарфюрер Эйкопф. Польских евреев принуждали к тяжелым физическим работам (переноска бревен, рельсов, строительные работы). Известен случай, когда 30 евреев трудились в течение дня на строительстве крематория, после чего их расстреляли. Немцы соревновались между собой в том, кто больше убьёт евреев. Узников плохо кормили, жили они в бывшей конюшне. Каждый день немцы выбирали самых слабых и расстреливали у деревни Каменка. К началу осени 1943 года почти всех евреев убили и закопали в ямах, выкопанных вдоль железнодорожной линии Бобруйск-Минск. В январе 1944 года в лагере оставалось только 40 евреев, которых отправили в Люблин.
Начиная с осени 1943 года и до января 1944 года оккупанты извлекали останки погибших евреев у деревень Каменка и Еловики и сжигали их на еврейском кладбище Бобруйска, стараясь скрыть следы преступлений. Варварский акт осуществлялся военнопленными, которых потом убивали. Там, где гитлеровцы не успели произвести подобное, они пытались маскировать массовые могилы, засевая землю зерновыми культурами или прокладывая поверх засыпанных могил дороги.

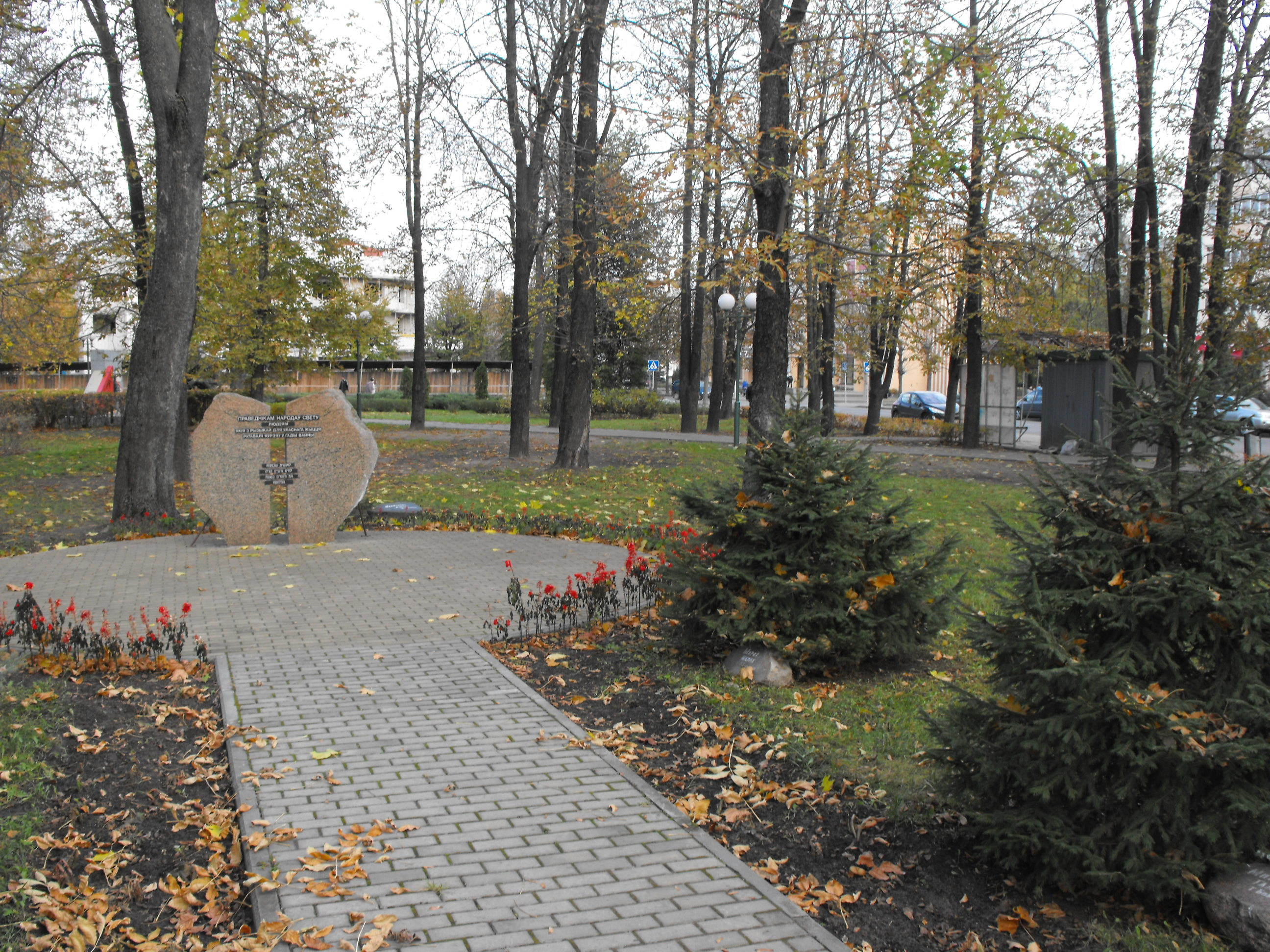
«Аллея Праведников народов мира» на улице Социалистической

## Организаторы и исполнители убийств
Судом над немецкими военными преступниками в Минске в 1946 году главными организаторами массовых убийств мирного населения в Бобруйске были названы:
- Молл Рейнгард Георг — майор, бывший комендант города Бобруйска и местечка Паричи;
- Лангут Карл Макс — капитан, бывший заместитель коменданта лагеря 131 в Бобруйске;
- Бурхард Рольф Оскар — зондерфюрер Бобруйской комендатуры;
- Битнер Август Иозеф — лейтенант, зондерфюрер, бывший комендант сельхозкомендатуры Бобруйского района;
- Гетце Бруно Макс — капитан, бывший заместитель коменданта Бобруйской комендатуры;

## Случаи спасения и «Праведники народов мира»
В Бобруйске 13 человек были удостоены почетного звания «Праведник народов мира» от израильского мемориального института «Яд Вашем» «в знак глубочайшей признательности за помощь, оказанную еврейскому народу в годы Второй мировой войны»:
- Михалап Стефанида и Галина — ими была спасена Мац Геня[45];
- Кот (Русецкая) Дарья — ею была спасена Зайцева Нина[46];
- Белявские Ефросинья и Александр — ими была спасена Минц Мария[47];
- Мороз Антон и Мария — ими была спасена Благутина Майя[48];
- Яловик Юлия и Виктор — ими была спасена Альтшулер (Эпштейн) Бронислава[49];
- Лагун Феодосия — ею была спасена Дадашева Дарья[50];
- Пешковы Иван, Анна и Валентина — ими были спасены Вихман Жанна, Майя, Алик (Альберт)[51];

## Память
По данным комиссии ЧГК, общее число убитых евреев Бобруйска составляет примерно 25 000 человек. Точное количество выживших узников не установлено, известны лишь единичные случаи.
Опубликованы неполные списки жертв геноцида евреев в Бобруйске. В Государственном архиве Могилёвской области имеются список 77 евреев — узников Бобруйского гетто.
У деревни Еловики Сычковского сельсовета (с 1972 года территория присоединена к Бобруйску, ул. Минская) установлен памятник с надписью «Советским гражданам». В урочище «Лысая гора» кроме евреев также расстреливали и военнопленных.
Аналогичная надпись была и на памятнике вблизи деревни Каменка Гороховского сельсовета, однако затем там установили мемориальный комплекс, который к 65-летию освобождения Беларуси был реконструирован. На месте расстрела людей — у двух рвов — установлено по две звезды: жёлтая шестиконечная и красная пятиконечная.
В центре города, на улице Социалистической, 3 июля 2005 года открыта «Аллея Праведников народов мира» в честь пятнадцати белорусов, спасавших евреев.
19 октября 2008 года на улице Бахарова установлен мемориальный знак «Узникам Бобруйского гетто».
На еврейском кладбище Бобруйска на улице Минской установлены 5 памятников. После войны останки погибших евреев из селений Городок Глуского, Любоничи Кировского, Свислочь и Ясень Осиповичского районов Могилевской области, а также Щедрин Жлобинского района Гомельской области привезены сюда и перезахоронены.